# Cercle de Toukoto
Le cercle de Toukoto est une circonscription administrative malienne instauré en 2023, il constitue le 4e cercle de la région de Kita.

## Géographie
Le cercle compte 3 communes et s'étend à l'ouest de la région de Kita, sur 2 790 km2 soit 7,8 % de la superficie régionale.

## Histoire
Lors de la réforme administrative de 2023, les communes de Toukoto, Kobri et Niantanso sont soustraites du cercle de Kita pour former le 4e cercle de la région de Kita.

## Administration
Instauré en 2023, le cercle codé en 1204 compte 2 arrondissements, 3 communes et 30 VFQ : villages, fractions et quartiers. 
| Code   | Arrondissement                    |
| ------ | --------------------------------- |
| 120401 | Arrondissement central de Toukoto |
| 120402 | Arrondissement de Kobri           |

| Code     | Commune   | Chef-lieu | VFQ | Superficie (km2) |
| -------- | --------- | --------- | --- | ---------------- |
| 12040101 | Toukoto   | Toukoto   | 7   | 1377             |
| 12040201 | Kobri     | Kobri     | 17  | 1081             |
| 12040202 | Niantanso | Niantanso | 6   | 332              |